# Luigi Bon
Luigi Bon (Udine, 18 ottobre 1888 – 1969) è stato un dirigente d'azienda italiano.

## La vita
Nasce a Udine, per poi trasferirsi con la famiglia a Colugna.
Si diplomerà ragioniere nel 1905. Entrerà a lavorare alla Banca di Udine, poi denominata Banca del Friuli, assumendo la carica di direttore generale dal 1934 al 1968.
Assunse diverse cariche nelle istituzioni locali: presidente della locale filarmonica, che divenne sotto la sua presidenza Società per le iniziative della Filodrammatica, della Biblioteca Popolare Circolante, della Scuola di disegno e di cucito.
Nel 1925 decise di dedicarsi al volontariato fondando l'Associazione delle Istituzioni di beneficenza ed istruzione per unificare tutte le associazioni locali attorno ad un progetto singolo. Nel 1943 l'associazione prese il nome di Fondazione Luigi Bon e lo stesso Bon ne fu presidente onorario dal 1960 al 1969.
Con la Fondazione, che prese il suo nome, decise di aiutare la cittadinanza, nelle persone delle sue istituzioni.
Venne insignito di due onorificenze: Ordine al merito della Repubblica Italiana e Cavaliere del Lavoro. A lui è stato intitolato un teatro a Tavagnacco.
Si interessò dell'economia e delle problematiche economiche del Friuli, pubblicando studi di economia tecnica e storia bancaria.

## Opere principali
- Venticinque anni di vita economica e bancaria in Friuli, Udine, Accademia di scienze, Lettere e arti, 1942
- I miei cinquant'anni di banca nella vita economica del Friuli, Udine, Ed. Banca Del Friuli, 1957
- L'economia sociale di mercato nella Germania di Bonn: un moderno profeta economico: Ludwig Erhard, Udine, Tip. A. Pellegrini, 1959
- I grandi problemi: alcuni aspetti della coesistenza competitiva pacifica, Udine, Tip. A. Pellegrini, 1962
- Uno sguardo dall'Occidente all'Oriente europeo: la Germania federale di Erhard, la Romania di Gheorghe Gheorghiu-Dej, il profilo aziendale nell'economia sovietica, Udine, Tip. U. Pellegrini, 1965
- I miei sessant'anni di banca nella vita economica del Friuli: evoluzione del sistema bancario friulano in un secolo, Udine, Edizione della Banca del Friuli, 1967
- Salari e prezzi, risparmi e consumi, Udine, Tip. A. Pellegrini, 1960